# Robert N. Anthony
Robert Newton Anthony (6 de septiembre de 1916 - 1 de diciembre de 2006) fue un teórico organizacional estadounidense y profesor de control de gestión en la Escuela de Negocios de Harvard, conocido por su trabajo en el campo de los sistemas de control de gestión.

## Biografía
Nació en 1916 en Orange, Massachusetts siendo hijo de Charles H. y Grace Newton Anthony, Anthony se saltó un grado en la escuela primaria y asistió a la escuela secundaria en Haverhill, Massachusetts. Allí tocó el saxofón en la banda de la escuela y se graduó en 1933 a la edad de 16 años. En 1938 Anthony se graduó de Colby College, y en 1942 recibió su maestría en administración de empresas de Harvard y en 1952 su título de Doctor en Ciencias Comerciales.
Anthony fue miembro de la facultad de la Escuela de Negocios Harvard desde 1940 hasta 1982. En 1942 se convirtió en asistente de investigación de Ross G. Walker (1891-1970), profesor de Administración de Empresas de Harvard desde 1936. Después de su servicio en la Marina de los Estados Unidos de 1943 a 1946, regresó a Harvard, donde fue nombrado profesor titular en 1956. En 1965 tomó otra licencia de Harvard para servir como subsecretario de Defensa bajo su amigo, el secretario de Defensa Robert McNamara. En 1973 y 1974, fue presidente de la Asociación Estadounidense de Contabilidad.

## Trabajo

### Control de planificación y gestión
La profesora de Escuela de Negocios Harvard, Regina Herzlinger, explicó sobre el impacto del trabajo de Anthony en el obituario de 2006 en la Harvard Gazette:
Bob Anthony tomó un campo que era algo que solo hacían los contadores y lo transformó en uno que informaba a los altos directivos sobre la planificación y el control de sus organizaciones... Tuvo un impacto monumental no solo en sus estudiantes, a través de su enseñanza y libros de texto, sino también en el mundo empresarial, sin fines de lucro y gubernamental a través de sus muchos artículos influyentes y su poderosa conducta personal: su conocimiento, claridad intelectual, sentido del deber y el honor, y perspectiva gerencial.
Y además:
Bob también fue un escritor maravilloso. Aclaró el turbio tema de la contabilidad. Estas excepcionales cualidades de mente y carácter, junto con una ética de trabajo yanqui, lo ayudaron a transformar el campo de la contabilidad gerencial de la provincia de los contadores a la herramienta de los gerentes.
Y el profesor de contabilidad de Harvard, Charles Christenson, agregó:
Bob hizo más que nadie para introducir una estructura conceptual al control de gestión. En sus numerosas publicaciones, ha abarcado todas las cuestiones importantes. 'Control de gestión en organizaciones de investigación de la industria', por ejemplo, examinó el problema de medir la producción intelectual, una tarea mucho más difícil que medir la producción más tangible. Su libro de 1965, "Sistemas de planificación y control", se convirtió en la biblia del campo.

### Contralor del Departamento de Defensa de Estados Unidos
En 1965, Anthony se desempeñó como contralor en el Departamento de Defensa de los Estados Unidos bajo la dirección de Robert S. McNamara, donde supervisó la calidad de los informes contables y financieros de la organización. A Anthony se le atribuyó el mérito de alinear el servicio de contabilidad entre los cinco servicios militares. Charles Christenson explicó:
Cambió la forma en que operaba el Departamento de Defensa... Hubo un sobrecoste sustancial en el programa de misiles Minuteman. El secretario McNamara quería procedimientos para evitar que eso sucediera nuevamente. Bob se aseguró de que todas las ramas estuvieran en la misma longitud de onda.

## Publicaciones Seleccionadas
Anthony escribió o participó en la redacción de 27 libros sobre contabilidad y control de gestión. Una selección:
- Anthony, Robert Newton. Sistemas de planificación y control: un marco de análisis. (1965).
- Anthony, Robert Newton y James S. Reece. Contabilidad de gestión: texto y casos. Irwin, 1970.
- Anthony, Robert Newton, Glenn A. Welsch y James S. Reece. Fundamentos de la contabilidad de gestión. RD Irwin, 1974.
- Anthony, Robert Newton, John Dearden y Norton M. Bedford. Sistemas de control de gestión. RD Irwin, 1980.
- Anderson, Charles A. y Robert Newton Anthony. Los nuevos directores corporativos: conocimientos para miembros de la junta y ejecutivos. Wiley, 1986.
- Anthony, Robert Newton y David W. Young. Control de gestión en organizaciones sin fines de lucro. Vol. 4. Homewood, IL: Irwin, 1988.
- Anthony, Robert Newton. La función de control de gestión. Boston: Harvard Business School Press, 1988.